# Восхождение пехотинца
«Восхождение пехотинца» (англ. Rise of the Footsoldier) — британский криминальный фильм 2007 года режиссёра Джулиана Гилби. В основу сюжета легла автобиография Карлтона Лича (в фильме его роль исполняет Риччи Харнетт), английского футбольного хулигана из группировки Inter City Firm (ICF), впоследствии ставшего влиятельной фигурой в преступном мире Лондона.
Фильм оказался довольно успешным, впоследствии было снято четыре сиквела.

## Сюжет
В фильме показана бурная жизнь Карлтона Лича, прошедшего путь от болельщика-ультрас футбольной команды «Вест Хэм Юнайтед», работавшего по вечерам вышибалой в клубах, до члена жестокой банды грабителей и рэкетиров, которая терроризировала жителей Эссекса и Лондона в конце восьмидесятых — начале девяностых годов.

## В ролях
| Актёр           | Роль                              |
| --------------- | --------------------------------- |
| Риччи Харнетт   | Карлтон Лич                       |
| Крейг Фэйрбрасс | наркоторговец Пэт Тейт            |
| Нил Мэскелл     | информатор полиции Даррен Николлс |
| Дэйв Леджено    | Большой Джон                      |
| Киран Бью       | Рики                              |
| Лара Белмонт    | Карен                             |
| Марк Киллин     | Терри                             |
| Эмили Бичем     | Келли                             |
| Джордж Калил    | убийца полицейских                |